# Château de Klingenberg
Le château de Klingenberg (Burg Klingenberg) est un château situé dans le village de Klingenberg, quartier de la ville de Heilbronn (Bade-Wurtemberg) en Allemagne. Il surplombe la vallée du Neckar. Le château, appartenant à l'abbaye de Wissembourg (Alsace), existe depuis le XIIIe siècle. Il fut donné par le margrave de Bade aux chevaliers de Klingenberg qui s'opposèrent par la suite à l'empereur Charles IV. Le château fut assailli par Robert, comte palatin, et l'empereur interdit de le reconstruire. Eberhard de Neipperg l'acquit au début du XVe siècle et le fit reconstruire. Le château devint alors résidence principale de la famille von Neipperg de la branche de Schwaigern, jusqu'en 1702.
Le village de Klingenberg appartient depuis 1970 à la ville de Heilbronn.